# Hetaeria
Hetaeria é um género botânico pertencente à família das orquídeas (Orchidaceae).

## Espécies
1. Hetaeria affinis (Griff.) Seidenf. & Ormerod, Oasis, Suppl. 2: 9 (2001).
2. Hetaeria alta Ridl., J. Linn. Soc., Bot. 32: 404 (1896).
3. Hetaeria anomala Lindl., J. Proc. Linn. Soc., Bot. 1: 185 (1857).
4. Hetaeria baeuerlenii Schltr., Repert. Spec. Nov. Regni Veg. 16: 106 (1919).
5. Hetaeria callosa (J.J.Sm.) Ormerod, Lindleyana 17: 207 (2002).
6. Hetaeria elata Hook.f., Fl. Brit. India 6: 116 (1890).
7. Hetaeria elegans Ridl., J. Linn. Soc., Bot. 38: 330 (1908).
8. Hetaeria finlaysoniana Seidenf., Contr. Orchid Fl. Thailand 13: 10 (1997).
9. Hetaeria gardneri (Thwaites) Benth. ex Hook.f., Fl. Brit. India 6: 115 (1890).
10. Hetaeria gautierensis J.J.Sm., Repert. Spec. Nov. Regni Veg. 11: 553 (1919).
11. Hetaeria goodyeroides Schltr., Repert. Spec. Nov. Regni Veg. 17: 370 (1921).
12. Hetaeria hainanensis Tang & F.T.Wang, Acta Phytotax. Sin. 12: 35 (1974).
13. Hetaeria heterosepala (Rchb.f.) Summerh., Bull. Misc. Inform. Kew 1934: 207 (1934).
14. Hetaeria hylophiloides (Carr) Ormerod & J.J.Wood, Orchid Rev. 109: 369 (2001).
15. Hetaeria lamellata Blume, Coll. Orchid.: 106 (1859).
16. Hetaeria latipetala Schltr., Repert. Spec. Nov. Regni Veg. Beih. 1: 89 (1911).
17. Hetaeria linguella (Carr) J.J.Wood & Ormerod, Orchid Rev. 102: 216 (1994).
18. Hetaeria mannii (Rchb.f.) Benth. ex Durand & Schinz, Consp. Fl. Afric. 5: 57 (1894).
19. Hetaeria nitida Ridl., J. Linn. Soc., Bot. 32: 404 (1896).
20. Hetaeria obliqua Blume, Coll. Orchid.: 104 (1859).
21. Hetaeria oblongifolia Blume, Bijdr.: 410 (1825) - éspecie tipo
22. Hetaeria occidentalis Summerh., Bull. Misc. Inform. Kew 1934: 206 (1934).
23. Hetaeria ovalifolia (Wight) Hook.f., Fl. Brit. India 6: 115 (1890).
24. Hetaeria pelota N.Pearce & P.J.Cribb, Edinburgh J. Bot. 56: 278 (1999).
25. Hetaeria rostrata J.J.Sm., Bull. Jard. Bot. Buitenzorg, III, 5: 23 (1922).
26. Hetaeria tetraptera (Rchb.f.) Summerh., Bull. Misc. Inform. Kew 1934: 207 (1934).
27. Hetaeria vaginalis Rchb.f., Flora 68: 537 (1885).
28. Hetaeria whitmeei Rchb.f., J. Bot. 15: 133 (1877).
29. Hetaeria xenantha Ohwi & T.Koyama, Bull. Natl. Sci. Mus. Tokyo, n.s., 3: 270 (1957).
30. Hetaeria youngsayei Ormerod, Oasis Suppl. 3: 7 (2004).